# 78
| 78                 |
| ------------------ |
| Dødsfald - Fødsler |
|                    |

| Gregoriansk kalender | 78 LXXVIII              |
| Ab urbe condita      | 831                     |
| Armensk kalender     | I/T                     |
| Kinesiske kalender   | 2774 – 2775 丁丑 – 戊寅 |
| Etiopisk kalender    | 70 – 71                 |
| Jødisk kalender      | 3838 – 3839             |
| Hindukalendere       |                         |
| - Vikram Samvat      | 133 – 134               |
| - Shaka Samvat       | 0 – 1                   |
| - Kali Yuga          | 3179 – 3180             |
| Iransk kalender      | 544 BP – 543 BP         |
| Islamisk kalender    | 561 BH – 560 BH         |

Se også 78 (tal)